# Ben Sherman

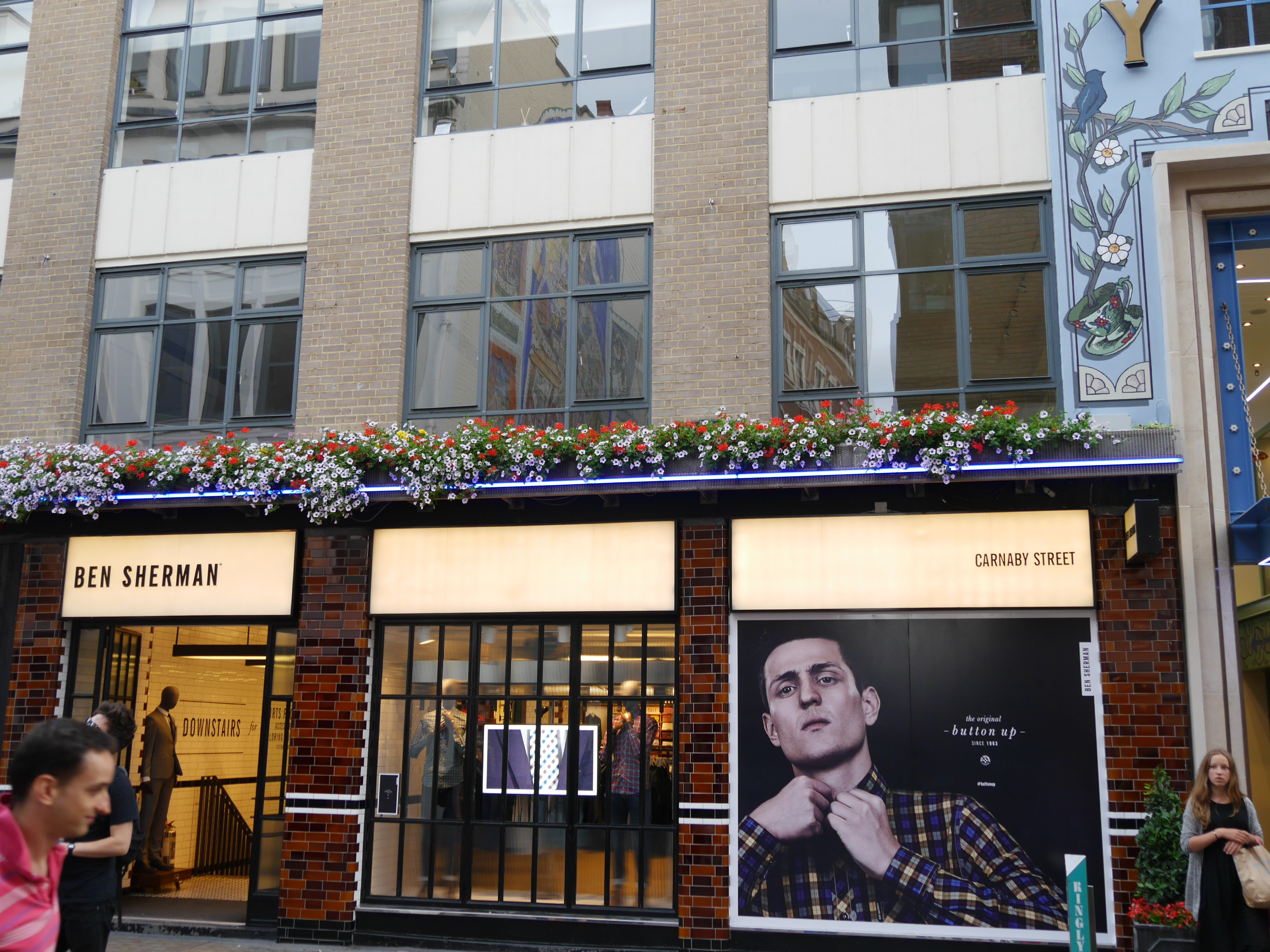
Un magasin Ben Sherman à Londres.

Ben Sherman est une marque de vêtements britannique fondée en 1963 par Arthur Benjamin Sugarman (1925-1987). Elle est la première à avoir popularisé le t-shirt en Grande-Bretagne.

## Public cible
Elle est populaire au sein de la sous-culture Mod, et de certaines cultures Skinhead.
Dans les années 2000, elle est également portée par la seconde vague de la mouvance gabber aux Pays-Bas, tant parmi le public généralement apolitique que parmi les quelques gabbers d'extrême droite.

## Scène musicale
Le groupe français de musique électronique The Penelopes pose pour des séances de photos de mode des marques Ben Sherman et Fred Perry.